# Duby nad rybníkem Bílka
Duby nad rybníkem Bílka je skupina památných stromů nalézající se severovýchodně od obce Kout na Šumavě. Dva duby letní (Quercus robur L.) rostou na okraji lesa, u polní cesty nad rybníkem Bílka. Jejich výška dosahuje 25 a 21 m, obvody kmenů 449 a 424 cm (měřeno 2009).
Duby jsou chráněny od 30. ledna 2010 jako krajinná dominanta, významný krajinný prvek.

## Stromy v okolí
- Bílkovský dub
- Bílkovský javor
- Dub nad Spáleným rybníkem
- Dub u Váchalovského mlýna †
- Duby v Pekle
- Jasan u Starého Dvora
- Lípa u Krysálů
- Lípa za Bečvárnou †
- Dub v třešnové rovci
- Starodvorské duby
- U Čtyřech lip
- Zámecká lípa